# Karya Ambalutu
Karya Ambalutu is een bestuurslaag in het regentschap Asahan van de provincie Noord-Sumatra, Indonesië. Karya Ambalutu telt 1144 inwoners (volkstelling 2010).